# Нотація диференціювання
У диференціальному численні немає єдиного позначення для диференціювання. Натомість різні математики в свій час запропонували різні позначення для похідної функції. Використання якоїсь із нотацій залежить від контексту, і, іноді, вигідно використовувати більше однієї нотації. Найпоширеніші позначення для диференціювання (і його протилежної операції, «антидиференціювання», тобто невизначеного інтегрування) перераховані нижче.

## Позначення Лейбніца
Оригінальна нотація, яка була запропонована Готфрідом Лейбніцем, є однією з найпоширеніших у математиці. Вона використовується, коли при диференціюванні функції {\displaystyle y=f(x)} необхідно підкреслити зв'язок між залежною та незалежною змінними {\displaystyle y} та {\displaystyle x}. Згідно нотації Лейбніца запис похідної як
{\displaystyle {\frac {dy}{dx}}}
робить цю залежність явною.
Також похідна від {\displaystyle y} за {\displaystyle x} може записуватись так:
{\displaystyle {\frac {df}{dx}}(x)\quad {\text{ або }}\quad {\frac {df(x)}{dx}}\quad {\text{ або }}\quad {\frac {d}{dx}}f(x).}
Похідні вищих порядків записуються за допомогою формул
{\displaystyle {\frac {d^{2}y}{dx^{2}}},{\frac {d^{3}y}{dx^{3}}},{\frac {d^{4}y}{dx^{4}}},\ldots ,{\frac {d^{n}y}{dx^{n}}}.}
Цей запис «слідує» від формальних маніпуляцій із символами, тобто,
{\displaystyle {\frac {d\left({\frac {dy}{dx}}\right)}{dx}}=\left({\frac {d}{dx}}\right)^{2}y={\frac {d^{2}y}{dx^{2}}}.}
Значення похідної {\displaystyle y} у конкретній точці {\displaystyle x=a} за допомогою позначень Лейбніца можна записати двома способами, а саме:
{\displaystyle \left.{\frac {dy}{dx}}\right|_{x=a}\quad {\text{ або }}\quad {\frac {dy}{dx}}(a)}.
Нотація Лейбніца дозволяє явно вказати змінну, за якою здійснюється диференціювання (у знаменнику виразу). Це особливо корисно при розгляді часткових похідних для функцій багатьох змінних. Це також значно полегшує запам'ятовування та розпізнавання ланцюгового правила диференціювання складеної функції:
{\displaystyle {\frac {dy}{dx}}={\frac {dy}{du}}\cdot {\frac {du}{dx}}.}
У нотації Лейбніца для диференціювання символи {\displaystyle dx} та {\displaystyle dy} не потребують надання їм якогось визначеного змісту як вирази самі по собі. Сам Лейбніц трактував ці символи як нескінченно малі. Пізніші автори надали їм інші значення, наприклад, вони розглядаються як нескінченно малі величини в нестандартному аналізі або як зовнішні похідні.
Деякі автори та журнали встановлюють стиль написання диференціального символу {\displaystyle d} римським стилем (roman type) замість курсиву: dx.

### Позначення Лейбніца для інтегрування
Лейбніц ввів символ інтегралу {\displaystyle \int } в працях «Analyseos tetragonisticae pars secunda» та «Methodi tangentium inversae exempla» (обидві з 1675 року). Зараз це стандартний символ інтегрування у математиці.
{\displaystyle {\begin{aligned}\int y'\,dx&=\int f'(x)\,dx=f(x)+C_{0}=y+C_{0}\\\int y\,dx&=\int f(x)\,dx=F(x)+C_{1}\\\iint y\,dx^{2}&=\int \left(\int y\,dx\right)dx=\int _{X\times X}f(x)\,dx=\int F(x)\,dx=g(x)+C_{2}\\\underbrace {\int \dots \int } _{\!\!n}y\,\underbrace {dx\dots dx} _{n}&=\int _{\underbrace {X\times \cdots \times X} _{n}}f(x)\,dx=\int s(x)\,dx=S(x)+C_{n}\end{aligned}}}

## Позначення Лагранжа
Ще одне з найпоширеніших сучасних позначень диференціювання названо на честь Жозефа Луї Лагранжа, хоча насправді воно було запроваджено Ейлером і лише популяризовано першим. У нотації Лагранжа штрих позначає похідну. Якщо {\displaystyle f} є функцією від {\displaystyle x}, то її похідна за {\displaystyle x} записується як
{\displaystyle f'(x).}
Вперше у друкованій праці таке позначення з'явилося у 1749 році.
Вищі похідні позначаються за допомогою додаткових штрихів, як у {\displaystyle f''(x)} для другої похідної і {\displaystyle f'''(x)} для третьої похідної відповідно. Оскільки використання повторюваних штрихів для похідних високих порядків стає дуже громіздким, то деякі автори продовжують використовувати римські цифри, зазвичай у нижньому регістрі, як у записі
{\displaystyle f^{\mathrm {iv} }(x),f^{\mathrm {v} }(x),f^{\mathrm {vi} }(x),\ldots ,}
для позначення похідних четвертого, п'ятого, шостого та вищих порядків. Інші автори використовують арабські цифри в дужках, як в
{\displaystyle f^{(4)}(x),f^{(5)}(x),f^{(6)}(x),\ldots .}
Цей запис також дає змогу описати {\displaystyle n}-ту похідну, де {\displaystyle n} — деяке довільне натуральне число, як
{\displaystyle f^{(n)}(x).}
Символи Unicode для нотації Лагранжа включають
- U+2032 ◌′ PRIME (derivative)
- U+2033 ◌″ DOUBLE PRIME (double derivative)
- U+2034 ◌‴ TRIPLE PRIME (third derivative)
- U+2057 ◌⁗ QUADRUPLE PRIME (fourth derivative)

Якщо є дві незалежні змінні для функції {\displaystyle f(x,y)}, то можна дотримуватися такої конвенції (застосовується рідко):
{\displaystyle {\begin{aligned}f^{\prime }&={\frac {df}{dx}}=f_{x}\\f_{\prime }&={\frac {df}{dy}}=f_{y}\\f^{\prime \prime }&={\frac {d^{2}f}{dx^{2}}}=f_{xx}\\f_{\prime }^{\prime }&={\frac {\partial ^{2}f}{\partial x\partial y}}\ =f_{xy}\\f_{\prime \prime }&={\frac {d^{2}f}{dy^{2}}}=f_{yy}\end{aligned}}}

### Позначення Лагранжа для інтегрування
Беручи первісну (антидиференціювання першого порядку), Лагранж дотримувався позначення Лейбніца:
{\displaystyle f(x)=\int f'(x)\,dx=\int y\,dx.}
Однак, оскільки інтегрування є оберненою до диференціювання операцією, то позначення Лагранжа для похідних вищого порядку поширюють і на інтеграли також. Повторювані інтеграли від {\displaystyle f(x)} тоді записують як
{\displaystyle f^{(-1)}(x)} для першого інтеграла (однак це позначення легко сплутати з оберненою функцією {\displaystyle f^{-1}(x)}),
{\displaystyle f^{(-2)}(x)} для другого інтеграла, тобто {\displaystyle f^{(-2)}(x)=\int \left(\int f(x)dx\right)dx,}
{\displaystyle f^{(-3)}(x)} для третього інтеграла, та
{\displaystyle f^{(-n)}(x)} для n -го інтеграла.

## Позначення Ейлера
Нотація Леонарда Ейлера (1707-1783) використовує для позначення похідної диференціальний оператор, запропонований у 1789 році Луї Франсуа Антуаном Арбогастом (1759-1803), який позначається символом {\displaystyle D} (оператор D) або {\displaystyle {\tilde {D}}} (оператор Ньютона–Лейбніца). У застосуванні до функції {\displaystyle f(x)} похідна позначається як
{\displaystyle (Df)(x)={\frac {df(x)}{dx}}.}
Вищі похідні позначаються як «степені» оператора {\displaystyle D} (де верхні індекси позначають ітеровану композицію {\displaystyle D}), як у
{\displaystyle D^{2}f} для другої похідної,
{\displaystyle D^{3}f} для третьої похідної, і
{\displaystyle D^{n}f} для {\displaystyle n}-ї похідної.
Нотація Ейлера залишає неявною змінну, за якою виконується диференціювання. Однак цю змінну також можна позначити явно, зазвичай нижнім індексом, як у таких прикладах:
{\displaystyle D_{x}f} для першої похідної за змінною {\displaystyle x},
{\displaystyle D_{x}^{2}f} для другої похідної,
{\displaystyle D_{x}^{3}f} для третьої похідної, і
{\displaystyle D_{x}^{n}f} для {\displaystyle n}-ї похідної, де {\displaystyle f=f(x)}.
Коли {\displaystyle f} є функцією кількох змінних, прийнято використовувати символ «∂», стилізовану малу літеру d курсивом, а не " {\displaystyle D} ". Як і вище, нижні індекси позначають змінні, за якими беруться похідні, а їх кількість визначає порядок цих похідних. Наприклад, другі частинні похідні функції{\displaystyle f=f(x,y)} записуються як:
{\displaystyle \partial _{xx}f={\frac {\partial ^{2}f}{\partial x^{2}}},}
{\displaystyle \partial _{xy}f={\frac {\partial ^{2}f}{\partial y\partial x}},}
{\displaystyle \partial _{yx}f={\frac {\partial ^{2}f}{\partial x\partial y}},}
{\displaystyle \partial _{yy}f={\frac {\partial ^{2}f}{\partial y^{2}}}.}
Див. § Часткові похідні.
Нотація Ейлера корисна при формулюванні та розв'язуванні лінійних диференціальних рівнянь, оскільки вона спрощує представлення диференціального рівняння, що може полегшити виявлення суттєвих елементів задачі.

### Позначення Ейлера для інтегрування
Нотація Ейлера використовується для позначення інтегрування в той же спосіб, як і позначення Лагранжа, тобто
{\displaystyle D^{-1}f(x)} для першого інтеграла,
{\displaystyle D^{-2}f(x)} для другого інтеграла (інтеграла від інтеграла), і
{\displaystyle D^{-n}f(x)} для n-ого інтеграла.

## Позначення Ньютона
Нотація Ісаака Ньютона для диференціювання (яку ще також називають крапковою нотацією) для позначення похідної використовує крапку над залежною змінною. Тобто, якщо {\displaystyle y} є функцією від {\displaystyle t}, то похідна від {\displaystyle y} за {\displaystyle t} записується так:
{\displaystyle {\dot {y}}}
Вищі похідні позначаються відповідною кількістю крапок, тобто
{\displaystyle {\ddot {y}},{\overset {...}{y}}}
Сам Ісаак Ньютон розширив цю ідею для похідних досить високих порядків так:
{\displaystyle {\begin{aligned}{\ddot {y}}&\equiv {\frac {d^{2}y}{dt^{2}}}={\frac {d}{dt}}\left({\frac {dy}{dt}}\right)={\frac {d}{dt}}{\Bigl (}{\dot {y}}{\Bigr )}={\frac {d}{dt}}{\Bigl (}f'(t){\Bigr )}=D_{t}^{2}y=f''(t)=y''_{t}\\{\overset {...}{y}}&={\dot {\ddot {y}}}\equiv {\frac {d^{3}y}{dt^{3}}}=D_{t}^{3}y=f'''(t)=y'''_{t}\\{\overset {\,4}{\dot {y}}}&={\overset {....}{y}}={\ddot {\ddot {y}}}\equiv {\frac {d^{4}y}{dt^{4}}}=D_{t}^{4}y=f^{\rm {IV}}(t)=y_{t}^{(4)}\\{\overset {\,5}{\dot {y}}}&={\ddot {\overset {...}{y}}}={\dot {\ddot {\ddot {y}}}}={\ddot {\dot {\ddot {y}}}}\equiv {\frac {d^{5}y}{dt^{5}}}=D_{t}^{5}y=f^{\rm {V}}(t)=y_{t}^{(5)}\\{\overset {\,6}{\dot {y}}}&={\overset {...}{\overset {...}{y}}}\equiv {\frac {d^{6}y}{dt^{6}}}=D_{t}^{6}y=f^{\rm {VI}}(t)=y_{t}^{(6)}\\{\overset {\,7}{\dot {y}}}&={\dot {\overset {...}{\overset {...}{y}}}}\equiv {\frac {d^{7}y}{dt^{7}}}=D_{t}^{7}y=f^{\rm {VII}}(t)=y_{t}^{(7)}\\{\overset {\,10}{\dot {y}}}&={\ddot {\ddot {\ddot {\ddot {\ddot {y}}}}}}\equiv {\frac {d^{10}y}{dt^{10}}}=D_{t}^{10}y=f^{\rm {X}}(t)=y_{t}^{(10)}\\{\overset {\,n}{\dot {y}}}&\equiv {\frac {d^{n}y}{dt^{n}}}=D_{t}^{n}y=f^{(n)}(t)=y_{t}^{(n)}\end{aligned}}}
Позначення Ньютона зазвичай використовується, коли незалежна змінна позначає час. Якщо {\displaystyle y} позначає положення у просторі і є функцією від {\displaystyle t}, тоді {\displaystyle {\dot {y}}} позначає швидкість та {\displaystyle {\ddot {y}}} позначає прискорення. Це позначення популярне у фізиці та математичній фізиці. Він також часом використовується в областях математики, пов'язаних з фізикою, зокрема у деяких розділах теорії диференціальних рівнянь.
При взятті похідної залежної змінної {\displaystyle y=y(x)} існує також альтернативне позначення:
{\displaystyle {\frac {\dot {y}}{\dot {x}}}={\dot {y}}:{\dot {x}}\equiv {\frac {dy}{dt}}:{\frac {dx}{dt}}={\frac {\frac {dy}{dt}}{\frac {dx}{dt}}}={\frac {dy}{dx}}={\frac {d}{dx}}{\Bigl (}f(x){\Bigr )}=Dy=f'(x)=y'.}
Ньютон також розробив позначення для часткових похідних функцій багатьох змінних, використовуючи бічні точки при вигнутому X (ⵋ). Приклади деяких з цих позначень наведено нижче:
{\displaystyle {\begin{aligned}{\mathcal {X}}\ &=\ f(x,y)\,,\\\cdot {\mathcal {X}}\ &=\ x{\frac {\partial f}{\partial x}}=xf_{x}\,,\\{\mathcal {X}}\!\cdot \ &=\ y{\frac {\partial f}{\partial y}}=yf_{y}\,,\\\colon \!{\mathcal {X}}\,{\text{ або }}\,\cdot \!\left(\cdot {\mathcal {X}}\right)\ &=\ x^{2}{\frac {\partial ^{2}f}{\partial x^{2}}}=x^{2}f_{xx}\,,\\{\mathcal {X}}\colon \,{\text{ або }}\,\left({\mathcal {X}}\cdot \right)\!\cdot \ &=\ y^{2}{\frac {\partial ^{2}f}{\partial y^{2}}}=y^{2}f_{yy}\,,\\\cdot {\mathcal {X}}\!\cdot \ \ &=\ xy{\frac {\partial ^{2}f}{\partial x\partial y}}=xyf_{xy}\,,\end{aligned}}}

### Позначення Ньютона для інтегрування
Ньютон розробив багато різних позначень для інтегрування у своїй роботі «Quadratura curvarum» (1704) і пізніших роботах: він використовував маленьку вертикальну риску або штрих над залежною змінною (y̍), прямокутник із префіксом (▭y) або включення відповідного елемента в прямокутник (y) для позначення флюента (інтегралу за часом).
{\displaystyle {\begin{aligned}y&=\Box {\dot {y}}\equiv \int {\dot {y}}\,dt=\int f'(t)\,dt=D_{t}^{-1}(D_{t}y)=f(t)+C_{0}=y_{t}+C_{0}\\{\overset {\,\prime }{y}}&=\Box y\equiv \int y\,dt=\int f(t)\,dt=D_{t}^{-1}y=F(t)+C_{1}\end{aligned}}}
Для позначення кількох інтегралів Ньютон використовував дві маленькі вертикальні риски або штрихи (y̎), або комбінацію попередніх символів ▭y̍ y̍, щоб позначити другий інтеграл за часовою змінною.
{\displaystyle {\overset {\,\prime \prime }{y}}=\Box {\overset {\,\prime }{y}}\equiv \int {\overset {\,\prime }{y}}\,dt=\int F(t)\,dt=D_{t}^{-2}y=g(t)+C_{2}}
Інтеграли вищого порядку за часом позначали так:
{\displaystyle {\begin{aligned}{\overset {\,\prime \prime \prime }{y}}&=\Box {\overset {\,\prime \prime }{y}}\equiv \int {\overset {\,\prime \prime }{y}}\,dt=\int g(t)\,dt=D_{t}^{-3}y=G(t)+C_{3}\\{\overset {\,\prime \prime \prime \prime }{y}}&=\Box {\overset {\,\prime \prime \prime }{y}}\equiv \int {\overset {\,\prime \prime \prime }{y}}\,dt=\int G(t)\,dt=D_{t}^{-4}y=h(t)+C_{4}\\{\overset {\;n}{\overset {\,\prime }{y}}}&=\Box {\overset {\;n-1}{\overset {\,\prime }{y}}}\equiv \int {\overset {\;n-1}{\overset {\,\prime }{y}}}\,dt=\int s(t)\,dt=D_{t}^{-n}y=S(t)+C_{n}\end{aligned}}}
Ця математична нотація не набула широкого поширення через труднощі з друком і суперечку між Лейбніцом та Ньютоном.

## Часткові похідні
Коли потрібно позначити більш конкретний тип диференціювання, наприклад, у багатовимірному аналізі або тензорному аналізі, поширеними є позначення, які описано нижче.
Для функції {\displaystyle f} незалежної змінної {\displaystyle x} похідну записують за допомогою незалежної змінної у нижньому індексі:
{\displaystyle {\begin{aligned}f_{x}&={\frac {df}{dx}}\\f_{xx}&={\frac {d^{2}f}{dx^{2}}}.\end{aligned}}}

Наступний тип позначення особливо корисний для позначення частинних похідних функції кількох змінних.
Часткові похідні зазвичай відрізняються від звичайних похідних заміною диференціального оператора {\displaystyle d} на символ «∂». Наприклад, ми можемо записати частинну похідну {\displaystyle f(x,y,z)} за {\displaystyle x}, але не за {\displaystyle y} або {\displaystyle z} кількома способами:
{\displaystyle {\frac {\partial f}{\partial x}}=f_{x}=\partial _{x}f.}
Що робить таке розрізнення важливим, так це те, що не часткова похідна, записана як {\displaystyle \textstyle {\frac {df}{dx}}} може в такому випадку, залежно від контексту, інтерпретуватися як швидкість зміни {\displaystyle f} щодо {\displaystyle x} коли всі змінні можуть змінюватися одночасно, тоді як із частковою похідною, як-от {\displaystyle \textstyle {\frac {\partial f}{\partial x}}} випливає, що тільки одна змінна повинна змінюватися (всі змінні окрім {\displaystyle x} при обчисленні такої похідної вважаються фіксованими параметрами).
Інші нотації можна знайти в різних підгалузях математики, фізики та техніки; дивіться, наприклад, співвідношення термодинаміки Максвелла. Символ {\displaystyle \left({\frac {\partial T}{\partial V}}\right)_{\!S}} є похідною від температури {\displaystyle T} за об'ємом {\displaystyle V} при збереженні постійної ентропії (нижнього індексу) {\displaystyle S}, тоді як {\displaystyle \left({\frac {\partial T}{\partial V}}\right)_{\!P}} є похідною від температури за об'ємом при збереженні постійного тиску {\displaystyle P}. Це необхідно у ситуаціях, коли кількість змінних перевищує ступінь свободи, тому потрібно вибирати, які інші змінні залишати фіксованими.
Часткові похідні вищого порядку за однією змінною записуються як
{\displaystyle {\frac {\partial ^{2}f}{\partial x^{2}}}=f_{xx},}
{\displaystyle {\frac {\partial ^{3}f}{\partial x^{3}}}=f_{xxx},}
і так далі. Змішані часткові похідні можна записати як
{\displaystyle {\frac {\partial ^{2}f}{\partial y\partial x}}=f_{xy}.}
В цьому останньому випадку змінні записуються в зворотному порядку між двома позначеннями, що пояснюється таким чином:
{\displaystyle (f_{x})_{y}=f_{xy},}
{\displaystyle {\frac {\partial }{\partial y}}\!\left({\frac {\partial f}{\partial x}}\right)={\frac {\partial ^{2}f}{\partial y\partial x}}.}
Так звана багатоіндексна нотація використовується в ситуаціях, коли наведена вище нотація стає громіздкою або недостатньо виразною. При розгляді функцій на {\displaystyle \mathbb {R} ^{n}}, мультиіндекс визначається як упорядкований список {\displaystyle n} цілих невід'ємних чисел: {\displaystyle \alpha =(\alpha _{1},..,\alpha _{n}),\ \alpha _{i}\in \mathbb {Z} _{\geq 0}}. Потім для {\displaystyle f:\mathbb {R} ^{n}\to X}, запроваджується позначення
{\displaystyle \partial ^{\alpha }f={\frac {\partial ^{\alpha _{1}}}{\partial x_{1}^{\alpha _{1}}}}\cdots {\frac {\partial ^{\alpha _{n}}}{\partial x_{n}^{\alpha _{n}}}}f}
Таким чином деякі результати (такі як правило Лейбніца), які громіздко писати іншими способами, можна виразити коротко — деякі приклади можна знайти в статті про мультиіндекси.

## Позначення у векторному аналізі
Векторне числення стосується диференціювання та інтегрування векторних або скалярних полів. Кілька позначень, специфічних для випадку тривимірного евклідового простору, є загально прийнятими і будуть описані нижче.
Нехай {\displaystyle x,y,z} — задана декартова система координат, A — векторне поле з компонентами {\displaystyle \mathbf {A} =(\mathbf {A} _{x},\mathbf {A} _{y},\mathbf {A} _{z})}, а {\displaystyle \varphi =\varphi (x,y,z)} — задане скалярне поле.
Диференціальний оператор, введений Вільямом Ровеном Гамільтоном, і позначений як ∇ та називаний оператором Гамільтона, оператором градієнта чи оператором набла, символічно визначається у формі вектора,
{\displaystyle \nabla =\left({\frac {\partial }{\partial x}},{\frac {\partial }{\partial y}},{\frac {\partial }{\partial z}}\right)\!,}

де слово символічно означає, що сам оператор ∇ також буде розглядатися як звичайний вектор.
- Градієнт: градієнт {\displaystyle \mathrm {grad\,} \varphi } скалярного поля {\displaystyle \varphi } є вектором, який символічно виражається множенням ∇ і скалярного поля {\displaystyle \varphi } (по суті тут ми маємо множення вектора на число),

{\displaystyle {\begin{aligned}\operatorname {grad} \varphi &=\left({\frac {\partial \varphi }{\partial x}},{\frac {\partial \varphi }{\partial y}},{\frac {\partial \varphi }{\partial z}}\right)\\&=\left({\frac {\partial }{\partial x}},{\frac {\partial }{\partial y}},{\frac {\partial }{\partial z}}\right)\varphi \\&=\nabla \varphi \end{aligned}}}
- Дивергенція: Дивергенція (розбіжність) {\displaystyle \mathrm {div} \,\mathbf {A} } векторного поля A є скаляром, який символічно виражається скалярним добутком ∇ на вектор A,

{\displaystyle {\begin{aligned}\operatorname {div} \mathbf {A} &={\partial A_{x} \over \partial x}+{\partial A_{y} \over \partial y}+{\partial A_{z} \over \partial z}\\&=\left({\frac {\partial }{\partial x}},{\frac {\partial }{\partial y}},{\frac {\partial }{\partial z}}\right)\cdot \mathbf {A} \\&=\nabla \cdot \mathbf {A} \end{aligned}}}
- Лапласіан: лапласіан або оператор Лапласа {\displaystyle \operatorname {div} \operatorname {grad} \varphi } скалярного поля {\displaystyle \varphi } є скаляром, який символічно виражається скалярним добутком ∇ 2 і скалярним полем φ,

{\displaystyle {\begin{aligned}\operatorname {div} \operatorname {grad} \varphi &=\nabla \cdot (\nabla \varphi )\\&=(\nabla \cdot \nabla )\varphi \\&=\nabla ^{2}\varphi \\&=\Delta \varphi \\\end{aligned}}}
- Ротор: Ротор {\displaystyle \mathrm {curl} \,\mathbf {A} }, або {\displaystyle \mathrm {rot} \,\mathbf {A} }, векторного поля A є вектором, який символічно виражається векторним добутком ∇ на вектор A,

{\displaystyle {\begin{aligned}\operatorname {curl} \mathbf {A} &=\left({\partial A_{z} \over {\partial y}}-{\partial A_{y} \over {\partial z}},{\partial A_{x} \over {\partial z}}-{\partial A_{z} \over {\partial x}},{\partial A_{y} \over {\partial x}}-{\partial A_{x} \over {\partial y}}\right)\\&=\left({\partial A_{z} \over {\partial y}}-{\partial A_{y} \over {\partial z}}\right)\mathbf {i} +\left({\partial A_{x} \over {\partial z}}-{\partial A_{z} \over {\partial x}}\right)\mathbf {j} +\left({\partial A_{y} \over {\partial x}}-{\partial A_{x} \over {\partial y}}\right)\mathbf {k} \\&={\begin{vmatrix}\mathbf {i} &\mathbf {j} &\mathbf {k} \\{\cfrac {\partial }{\partial x}}&{\cfrac {\partial }{\partial y}}&{\cfrac {\partial }{\partial z}}\\A_{x}&A_{y}&A_{z}\end{vmatrix}}\\&=\nabla \times \mathbf {A} \end{aligned}}}
Багато символьних операцій з похідними можна узагальнити безпосередньо за допомогою оператора градієнта в декартових координатах. Наприклад, правило добутку для похідної від функції однієї змінної має прямий аналог у множенні скалярних полів із застосуванням оператора градієнта, як у
{\displaystyle (fg)'=f'g+fg'~~~\Longrightarrow ~~~\nabla (\phi \psi )=(\nabla \phi )\psi +\phi (\nabla \psi ).}
Багато інших правил з математичного аналізу функцій однієї змінної мають аналоги у векторному аналізі для градієнта, дивергенції, ротора та лапласіана.
Ряд позначень були розроблені і для більш екзотичних типів просторів. Зокрема, для обчислень у просторі Мінковського оператор д'Аламбера, також званий даламберіаном або хвильовим оператором, позначається як {\displaystyle \Box }, або як {\displaystyle \Delta } коли не призводить до плутанини із символом Лапласа.